# Петер Георг Банг
Петер Георг Банг (дан. Peter Georg Bang; 7 жовтня 1797 — 2 квітня 1861) — данський юрист і державний діяч.

## Життєпис
Петр Георг Банг вивчав право у Копенгагені, 1830 року був призначений екстраординарним, а 1834 — ординарним професором юридичного факультету Копенгагенського університету. 1836 отримав пост директора Національного банку Данії.
З 1834 року Банг міцно закріпився у політичному житті країни. Тривалий час був депутатом від одного зі столичних округів (1834—1846), після чого отримав пост королівського комісара у Роскільському сеймі, потім був членом конституційних зборів.
16 листопада 1848 отримав портфель міністра внутрішніх справ, але вже 21 вересня 1849 вийшов у відставку. Після цього очолював управління державного майна, а з 1851 року тимчасово виконував обов'язків міністра віросповідань, а 27 січня 1852 знову прийняв портфель міністра внутрішніх справ, залишаючись на посту до 21 квітня 1853 року.
12 грудня 1854 очолив кабінет міністрів. На тій посаді йому вдалось провести закон про введення конституції для всіх частин держави. Вийшов у відставку 18 жовтня 1856 року.